# Nocturno (película)
Nocturno es una película de Argentina filmada en colores dirigida por Diego Varela sobre su propio guion que no tuvo estreno comercial y se exhibió en abril de 2001 en la sección Work in progress del Buenos Aires Festival Internacional de Cine Independiente. Tuvo como actores principales a Patricio Contreras, Melina Petriella, Horacio Roca y Manuel Callau.

## Sinopsis
La historia de un pueblo habitado por vampiros, ubicado en las afueras de Buenos Aires.

## Reparto
Participaron del filme los siguientes intérpretes:
- Patricio Contreras
- Melina Petriella
- Horacio Roca
- Martín Pavlovsky
- Alejo Moñino
- Fernando Rubio
- Alejandra Rodríguez
- Natalia Geese
- Victoria Moreteau
- Pablo Herrero
- Guido Martínez
- Héctor D Amelio
- Natalia Segré
- Eliana Pellicelli
- Elena Seguí
- Fernando Míguez
- Manuel Callau